# 奧山和紗
奧山和紗（日语：／ Okuyama Kazusa；1994年3月10日—）是日本女演員、模特兒，出身自青森縣，所屬經紀公司為奧斯卡傳播。

## 作品列表

### 電視劇
- 快盜戰隊魯邦連者VS警察戰隊巡邏連者（2018年2月11日－2019年2月10日，朝日電視台）：飾演 明神司紗（明神つかさ）
- SEDAI WARS（2020年1月6日－2月17日，MBS）：飾演 玉川麻美
- 刑警與檢察官～所轄與地檢的24小時～（2020年1月16日－3月12日，朝日電視台）：飾演 森岡奈緒子
- 危險的二人 -K2- 池袋署刑事課神崎·黑木（2020年9月11日－10月16日，TBS）：飾演 石館美空
- 消除老師的方程式。（2020年10月31日－12月19日，朝日電視台）：飾演 安田町子
- 隔壁的Chikara（2022年1月20日－3月31日，朝日電視台）：飾演 宮原久美
- 假面騎士REVICE（2022年1月23日－30日，朝日電視台）：飾演 山桐千草

### 電影
- 快盜戰隊魯邦連者VS警察戰隊巡邏連者 en film（2018年8月4日，東映）：飾演 明神司紗
- 劇場版 騎士龍戰隊龍裝者VS魯邦連者VS巡邏連者（2020年2月8日，東映）：飾演 明神司紗

## 外部連結
- 經紀公司官方網站 （页面存档备份，存于）（日語）
- 奧山和紗的X（前Twitter）
- 奧山和紗的Instagram帳戶

| 前任： 市道真央（聲演） （宇宙戰隊九連者） | 日本超級戰隊系列桃色戰士演員 快盜戰隊魯邦連者VS警察戰隊巡邏連者 2018年2月11日－2019年2月10日 | 繼任： 尾碕真花 （騎士龍戰隊龍裝者） |